# Hamstead Marshall
Hamstead Marshall è un villaggio e parrocchia civile nella contea inglese del Berkshire, autorità unitaria del West Berkshire.
Sebbene il nome del villaggio sia scritto Hamstead Marshall, la versione alternativa Hampstead Marshall era alquanto comunemente utilizzata in passato e rimane il nome ufficiale della parrocchia civile.
Nel 2001 aveva una popolazione di 276 unità.

## Ubicazione
Il villaggio si trova a sudovest di Newbury, al confine tra Berkshire e Hampshire. La parrocchia si estende per circa 7,5 km2; prima del 1991, anno in cui i confini furono modificati, il territorio del villaggio era più esteso.

## Siti di interesse
Il villaggio è composto da insediamenti sparsi, come ad esempio Ash Tree Corner, Chapel Corner, Holtwood e Irish Hill. 
I principali siti di interesse sono la chiesa parrocchiale del XII secolo dedicata a St Mary's, la Village House, un pub chiamato White Hart, un canile per il soccorso canino del Dogs Trust e l'Organic Research Centre ad Elm Farm.

## Storia
Hamstead Marshall possiede tre siti di castelli a motte, tutti situati su terreni privati. Uno dei tre siti potrebbe essere il luogo ove era ubicato il castello di Newbury. Tutti i siti sono monumenti storici registrati.
Dal 1620 fino agli anni '80 del XX secolo, il villaggio fu la sede del Conti di Craven. 
William Craven, I Conte di Craven (1608-1697) vi costruì una magione, originariamente intesa come residenza per la sorella di Carlo I, Elisabetta di Boemia, anche se ella morì prima che iniziasse la costruzione. 
Essa bruciò nel 1718. I Craven, in seguito, ampliarono una casina da caccia per abitarvi, la quale è tuttora esistente, occupata da privati, ed ubicata al centro dell'Hamstead Park. 
Fino alla metà del XX secolo, la famiglia Craven possedeva la maggior parte del villaggio, ma cessioni successive da parte della proprietà resero predominante il numero di piccoli proprietari.

## Geografia fisica

### Territorio
Il paesaggio del villaggio include coltivazioni, boschi e parchi. Nel territorio di Hamstead Marshall non transitano strade di categoria A o B, anche se si trova lungo una linea dell'autobus. 
Il fiume Kennet ed il canale Kennet e Avon attraversano il margine settentrionale del villaggio e il fiume Enborne delimita il margine meridionale.